# カノージオ
カノージオ（伊: Canosio）は、イタリア共和国ピエモンテ州クーネオ県にある、人口約100人の基礎自治体（コムーネ）。

## 地理

### 位置・広がり

#### 隣接コムーネ
隣接するコムーネは以下の通り。
- アッチェーリオ
- アルジェンテーラ
- マルモラ
- ピエトラポルツィオ
- プラッツォ
- サンブーコ